# Блошенко, Артём Алексеевич
Артём Алексе́евич Блоше́нко (1 февраля 1985, Донецк) — украинский дзюдоист полутяжёлой весовой категории, выступает за сборную Украины начиная с 2005 года. Участник летних Олимпийских игр в Лондоне, чемпион Европы в командном зачёте, победитель многих турниров национального и международного значения. Мастер спорта Украины международного класса. Старший тренер мужской сборной команды Украины

## Биография
Артём Блошенко родился 1 февраля 1985 года в городе Донецке Украинской ССР. Активно заниматься дзюдо начал с раннего детства по примеру старшего брата Андрея, проходил подготовку в донецкой школе высшего спортивного мастерства и в училище олимпийского резерва им. С. Н. Бубки. Тренировался под руководством Петра Кудрявцева и Виталия Харламова.
Впервые заявил о себе в 2001 году, когда выиграл бронзовую медаль на турнире «Олимпийские надежды» в Чехии. В 2004 году стал серебряным призёром чемпионата Украины среди юниоров и чемпионата Европы среди юниоров в Болгарии, а также одержал победу на юниорском международном турнире класса «А» в Венгрии. Год спустя был лучшим на молодёжном украинском первенстве в Днепродзержинске и дебютировал на взрослом Кубке мира, в частности на этапе в Варшаве сумел дойти до финала полутяжёлой весовой категории. В 2006 году впервые стал чемпионом Украины среди взрослых дзюдоистов, помимо этого добавил в послужной список серебряную медаль, выигранную на этапе мирового кубка в Минске.
В 2007 году Блошенко отметился победой на молодёжном чемпионате Европы в Зальцбурге, в следующем сезоне получил серебро на этапе Кубка мира в Таллине. На чемпионате Украины 2009 года в Харькове стал вторым, уступив в финале Евгению Сотникову. Несмотря на это, побывал на чемпионате мира в Роттердаме, где занял пятое место в зачёте полутяжёлого веса. В 2010 году был пятым на европейском первенстве в Вене, взял бронзу на этапах Кубка Европы в Германии и Словении.
Сезон 2011 года оказался одним из самых успешных в спортивной карьере Артёма Блошенко: в командном зачёте он одержал победу на чемпионате Европы в Стамбуле, в личном зачёте выиграл Кубок мира в Самоа, получил бронзовые медали на этапах Кубка мира в Тбилиси, Таллине и Баку.
В 2012 году на европейском первенстве в Челябинске завоевал бронзу в командном зачёте, тогда как в личном сумел выиграть один из этапов Кубка Европы. Благодаря череде удачных выступлений удостоился права защищать честь страны на летних Олимпийских играх в Лондоне — взял здесь верх над первым своим оппонентом австралийцем Дэниелом Келли, однако затем потерпел поражение от корейца Хван Хи Тхэ и лишился тем самым всяких шансов на попадание в число призёров.
После неудачной лондонской Олимпиады Блошенко остался в основном составе дзюдоистской команды Украины и продолжил принимать участие в крупнейших международных турнирах. Так, в 2013 году на чемпионате Европы в Будапеште он вновь стал бронзовым призёром в командной дисциплине, дошёл до финала на гран-при Чеджу. Год спустя занял второе место на чемпионате страны и активно выступал на международных соревнованиях, в том числе одержал победу на гран-при Тбилиси, занял седьмое место на чемпионате Европы, получил бронзовую медаль на турнире Большого шлема в Токио и на этапе Кубка Европы в Мадриде. В 2015 году был лучшим на этапе мирового кубка в Румынии, взял бронзу на гран-при Будапешта, в то время как на чемпионате Украины в Киеве вновь оказался вторым. По состоянию на 2016 год продолжал активно выступать, в частности одолел всех соперников на гран-при Гаваны.
Имеет высшее образование, окончил Донецкий государственный институт здоровья, физического воспитания и спорта, где обучался на факультете олимпийского и профессионального спорта. За выдающиеся спортивные достижения удостоен почётного звания «Мастер спорта Украины международного класса».